# New Berlin (Pensilvânia)
New Berlin é um distrito localizado no estado norte-americano de Pensilvânia, no Condado de Union.

## Demografia
Segundo o censo norte-americano de 2000, a sua população era de 838 habitantes.
Em 2006, foi estimada uma população de 824, um decréscimo de 14 (-1.7%).

## Geografia
De acordo com o United States Census Bureau tem uma área de
1,2 km², dos quais 1,2 km² cobertos por terra e 0,0 km² cobertos por água.

## Localidades na vizinhança
O diagrama seguinte representa as localidades num raio de 12 km ao redor de New Berlin.